# Кетрін Вотерстон
Кетрін Боєр Вотерстон (англ. Katherine Boyer Waterston; нар. 3 березня 1980) — американська акторка. Відома ролями у фільмах «Вроджена вада», «Стів Джобс» і «Фантастичні звірі і де їх шукати».

## Біографія
Народилась у Вестмінстері, Лондон, у сім'ї американської моделі Лінн Луїзи (до шлюбу Вудрафф) і актора Сема Вотерстона. Її сестра Елізабет також акторка, брат Грем — режисер, зведений брат Джеймс теж актор. Кетрін Вотерсон здобула бакалаврський ступінь акторської гри Школи мистецтв Тіша Нью-Йоркського університету.

## Фільмографія

### Кіно
| Рік  | Назва                                     | Роль                  | Примітка |
| ---- | ----------------------------------------- | --------------------- | --- |
| 2006 | Орхідеї                                   | Беатріс               | Короткометражний |
| 2007 | Майкл Клейтон                             | Third Year            | Дебют в ігровому кіно |
| 2007 | Няньки                                    | Ширлі Лайнер          | |
| 2008 | Красень                                   | Кетрін                | камео |
| 2009 | Штурмуючи Вудсток                         | Пенні                 | |
| 2011 | Їж                                        | Клер                  | Короткометражний |
| 2011 | Вхід в нікуди                             | Саманта               | |
| 2012 | Робот і Френк                             | Магазинна дівчина     | |
| 2012 | Бути Флінном                              | Сара                  | |
| 2012 | Нагляд                                    | Джулі                 | |
| 2012 | Ástarsaga                                 | Solange               | Короткометражний |
| 2012 | Фабрика                                   | Лорен                 | |
| 2013 | Майже закоханий                           | Лулу                  | |
| 2013 | Нічні рухи                                | Енн                   | |
| 2013 | Зникнення Елеанор Ріґбі                   | Чарлі                 | |
| 2014 | Романтика Мангеттена                      | Карла                 | |
| 2014 | Скляна щелепа                             | Патриція Петалс О'Ніл | |
| 2014 | Вроджена вада                             | Шаста Фей Гепворт     | Номінація—Премія «Супутник» за найкращу роль другого плану Номінація—Премія Спілки кінокритиків Денвера за найкращу роль лругого плану Номінація—Премія Асоціації кінокритиків Торонто за найкращу роль другого плану |
| 2015 | Королева Землі                            | Вірджинія             | |
| 2015 | Любов без зобов'язань                     | Емма                  | |
| 2015 | Стів Джобс                                | Крісенн Бреннан       | |
| 2016 | Фантастичні звірі і де їх шукати          | Тіна Ґольдштейн       | |
| 2017 | Флюїди                                    | Телл                  | |
| 2017 | Чужий: Заповіт                            | Деніелс               | |
| 2017 | Удача Лохана                              | Сільвія Гаррісон      | |
| 2017 | Війна струмів                             | Маргарет Ерскін       | |
| 2018 | Фантастичні звірі: Злочини Ґріндельвальда | Порпентіна Ґольдштейн | |
| 2019 | Амундсен                                  | Бесс Магідс           | |
| 2022 | Фантастичні звірі і де їх шукати 3        | Порпентіна Ґольдштейн | |
| 2022 | Вавилон                                   | Рут Арзнер            | |
| 2024 | Вони слухають                             | Мередіт               | |
| 2025 | Вулиця страху: Королева краси             | Ненсі Фальконер       | |

### Телебачення
| Рік  | Назва             | Роль        | Примітка   |
| ---- | ----------------- | ----------- | ---------- |
| 2012 | Підпільна імперія | Емма Гарров | 4 епізоди  |
| 2020 | Третій день       | Джесс       | 5 епізодів |